# Aiguebelle (chocolaterie)
Pour les articles homonymes, voir Aiguebelle.
Aiguebelle, également connue sous le nom de Compagnie chérifienne de chocolaterie, est une chocolaterie marocaine fondée en 1942 par l'Abbaye Notre-Dame d'Aiguebelle pendant le Protectorat français du Maroc.

## Histoire
À l'origine, la Chocolaterie d'Aiguebelle était une activité des moines du monastère d'Aiguebelle. Il s'agit actuellement d'une marque enregistrée de la Compagnie chérifienne de chocolaterie, héritière du savoir-faire ancestral des moines de l'abbaye d'Aiguebelle qui avaient installé une usine au Maroc en 1942.

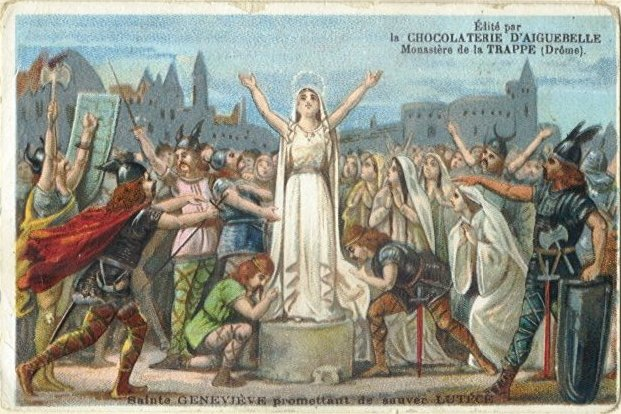
Image à caractère historique éditée par la chocolaterie.

L'histoire commence en 1137 lorsque les moines de Morimond créent l'Abbaye d'Aiguebelle, aux confins du Dauphiné et de la Provence. En 1868, ils créent la Chocolaterie d'Aiguebelle qui allait vivre jusqu'en 1978 et devenir la 8e chocolaterie de France avec des succursales en Algérie et au Maroc. En 1941, l'Abbaye d'Aiguebelle décide de créer la succursale du Maroc qui pourra toujours recevoir sucre et cacao qui manqueront en France durant la Seconde Guerre mondiale.